# Tartrat de potassi
El tartrat de potassi, conegut també com a argol, és una sal de l'àcid tàrtric i el catió potassi, la qual fórmula química és {\displaystyle {\ce {K2C4H4O6}}}. S'empra com additiu alimentari amb el codi E336(II), igual que l'hidrogen tartrat de potassi amb el qual sovint se'l confon. Com totes les sals de l'àcid tàrtric presenta dos enantiòmers i una forma meso.

## Propietats
A temperatura ambient és un sòlid cristal·lí blanc, punt de fusió 200 °C, densitat 1,98 g/cm³, rotació específica 26° - 28°. És molt soluble en aigua, en 0,7 ml d'aigua se'n dissol 1 g.
S'obté per reacció de l'àcid tàrtric amb tartrat de potassi i sodi i sulfat de potassi, seguit d'una filtració, purificació, precipitat i secat.

## Aplicacions
La seva principal aplicació és en el camp de l'enologia, on s'empra per rebaixar el pH del vi. Com que és una sal de l'àcid tàrtric, component natural del vi, no modifica la composició d'aquest. També s'empra en la indústria farmacèutica, en indústria cosmètica i com a reactiu químic.